# Цупель (Леґьоновський повіт)
Цупель (пол. Cupel) — село в Польщі, у гміні Сероцьк Леґьоновського повіту Мазовецького воєводства.
У 1975-1998 роках село належало до Варшавського воєводства.